# Хамед Вахдаті Насаб
Хамед Вахдаті Насаб (англ. Hamed vahdati Nasab) Народився 1973 року в Тегерані. Диплом з експериментальних наук у школі Шахіда Мохаммада Монтазері Голхака в 1991 році. Вступ до Тегеранського університету в 1992 році в галузі біології науки про тварин. Закінчила магістр зоології у 1997 році. Отримавши стипендію Кетрін Рейнольдерс в Інституті походження людини при Університеті штату Аризона у 2000 році, здобув ступінь магістра палеолітичної археології у 2001 році, а потім у 2006 році здобув ступінь доктора філософії з антропології, перш ніж я став неандертальцем. під керівництвом професора Дональда Карла Йоханссона та професора Джеффрі Кларка. Здобувши ступінь доктора філософії у 2006 році, я поїхав до університету Альберти в Канаді, щоб закінчити після докторську стипендію з молекулярної археології, а також закінчив другу докторантуру в Оксфордському університеті з акцентом на біоархеологію. Я працюю викладачем кафедри археології університету Тарбіат Модарес з 2008 року.